# Onicorrexis
La onicorrexis son fisuras o roturas longitudinales o transversales de las uñas, llamadas también distrofía media canaliforme de heller. Se encuentran en alteraciones nutricionales como déficit de minerales. Existen variantes con hendiduras superficial de la uña que puede extenderse hacia el borde libre. Adopta una apariencia polvorienta en las grietas. tumores ( verrugas, quistes) que comprimen la matriz provocando grietas dístales. Un tumor glómico o pterigion puede causar el mismo efecto.

## Causas
En primer lugar es necesario buscar la patología que lo ha causado, especialmente una Psoriasis o enfermedades generalizadas. 
En la mayoría de los casos puede tratarse de un trastorno en la función de la matriz ungueal, fragilidad, déficit de minerales, vitaminas e incluso asociaciones sistémicas. El origen podría ser también reacciones alérgicas, inflamatorio, metabólico o alteraciones cosméticas.

## Tratamiento
La Consulta a especialista es lo más aconsejable para apreciar clínicamente la alteración, garantizar el diagnóstico para un tratamiento apropiado e identificar la patología causante.
El uso de esteroides potentes de forma tópica o intra-lesional podría revertir los cambios clínicos. Sobre todo en casos de existencia de dolor.